# Legione montanara-caucasica
Creata insieme alla Legione musulmana caucasica con l'ordine del 19 febbraio 1942, i soldati della Legione montanara-caucasica o Bergkaukasien Legion vennero reclutati tra i prigionieri di guerra e i disertori sovietici.

## Storia
Il 2 agosto 1942, tutti i combattenti provenienti dal Caucaso settentrionale e dalle montagne (sia musulmani che cristiani) furono separati dalla Legione musulmana caucasica.
Questa Legione consisteva di abkhazi, circassi, kabardini, balcari, karačai, ceceni, ingusci, e dai Daghestani.
I curdi e gli osseti del nord entrarono in legione più tardi.
Secondo gli storici. "Il numero totale di volontari del Caucaso settentrionale dall'inizio della guerra contro l'Unione Sovietica e fino al 1945 ammontava a 28-30 mila persone".
Formalmente, la legione costituiva il braccio armato del cosiddetto Comitato Nazionale del Caucaso del Nord.